# 도망자 이두용
《도망자 이두용》은 2006년 9월 27일부터 2006년 10월 4일까지 매주 수, 목 밤 9시 55분에 방영되었던 4부작 KBS 드라마이다.

## 등장 인물

### 도망자
- 홍경민 : 이두용(27세) 역
- 최자혜 : 황윤희(25세) 역

### 추적자
- 이선균 : 노철기(35세) 역
- 임현식 : 김춘현(52세) 역
- 김명국 : 규영(35세) 역
- 조재완 : 주완(28세) 역

### 갈고리파
- 최주봉 : 대두(56세) 역 - 두목
- 김규철 : 장두식(43세) 역 - 넘버2

### 그 외
- 김혜옥 : 김복순(49세) 역 - 두용의 어머니
- 고명환 : 박충(30세) 역 - 사냥꾼, 정보원

## 시청률
| 회차  | 방송일          | 시청률(전국) |
| ----- | --------------- | ------------ |
| 제1회 | 2006년 9월 27일 | 4.2%         |
| 제2회 | 2006년 9월 28일 | 5.2%         |
| 제3회 | 2006년 10월 4일 | 7.2%         |
| 제4회 | 2006년 10월 4일 | 6.4%         |